# Drumbo
Drumbo (In irlandese: Druim Bo) è un piccolo villaggio nella contea Down, nell'Irlanda del Nord; dista 5 km a est da Lisburn e 12 km a sud da Belfast. Secondo il censimento del 2001 possiede 401 abitanti.
Nella parte medievale del villaggio si trova la chiesa Parish e vicino ad essa il monastero normanno. Il villaggio si è riempito di nuove costruzioni nel XX secolo.
Drumbo funge da piccolo service centre con la chiesa presbiteriana, un ufficio postale, un negozio ed una scuola elementare. Vi è anche un servizio di autobus dal villaggio a Belfast.